# Metopoceras swinhoei
Metopoceras swinhoei là một loài bướm đêm trong họ Noctuidae.